# Jin Long (snooker)
Pour l’article homonyme, voir Jin Long (cyclisme).
Dans ce nom, le nom de famille, Jin, précède le nom personnel.
Jin Long est un joueur professionnel de snooker de nationalité chinoise né le 23 mai 1981 à Liaoning.

## Carrière
Il accède au circuit professionnel en 2002 pour une seule saison, faute de résultats probants, puis de 2004 à 2006 et en 2008 après sa victoires lors des championnats d'Asie face à Aditya Mehta 7 manches à 3 en finale. Grâce à des invitations, il a régulièrement participé à l'Open de Chine. Il a également participé au Classique de Jiangsu 2008, terminant troisième de son groupe de qualification devant des joueurs comme Shaun Murphy et Neil Robertson.

## Palmarès
| Légende | Catégorie                      | Titres                         | Finales                        |
|         | Tournois classés               | 0                              | 0                              |
|         | Tournois non classés           | 0                              | 0                              |
|         | Tournois pro-am                | 1                              | 0                              |
|         | Tournois en équipes            | 0                              | 2                              |
|         | Circuit du challenge           | 0                              | 1                              |
|         | Tournois amateurs              | 2                              | 1                              |
| Gras    | Tournois de la triple couronne | Tournois de la triple couronne | Tournois de la triple couronne |

### Titres
| Saison    | Nom du tournoi                 | Lieu              | Finaliste          | Score | Tableau |
| 2005      | Championnat d'Asie amateur     | Bangkok           | Cai Jianzhong      | 6-4   | [ 4 ]   |
| 2008      | Championnat d'Asie amateur (2) | Dubai             | Aditya Mehta       | 7-3   | [ 5 ]   |
| 2009-2010 | Jeux asiatiques en salle       | Hô-Chi-Minh-Ville | Nader Khan Sultani | 4-0   |         |

### Finales
| Saison    | Nom du tournoi                   | Lieu      | Vainqueur      | Score | Tableau |
| 2001      | Championnat d'Asie amateur       |           | Yasin Merchant | 4-8   |         |
| 2002-2003 | Jeux asiatiques                  | Pusan     | Hong Kong      | 1-2   |         |
| 2003-2004 | Circuit du challenge (épreuve 4) | Prestatyn | Gary Wilson    | 4-6   |         |
| 2007-2008 | Jeux asiatiques en salle         | Macao     | Hong Kong      | 0-3   |         |